# Callicostella laeviuscula
Callicostella laeviuscula là một loài rêu trong họ Pilotrichaceae. Loài này được Mitt. mô tả khoa học đầu tiên năm 1879.